# Úřad pro zahraniční styky a informace

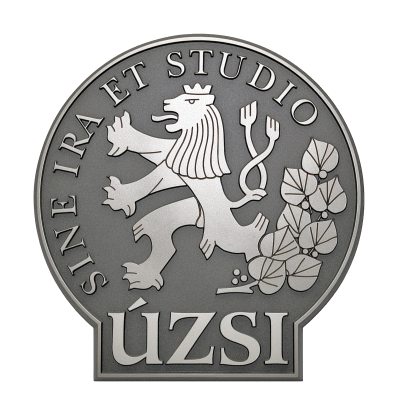
Logo des ÚZSI mit dem Wahlspruch sine ira et studio

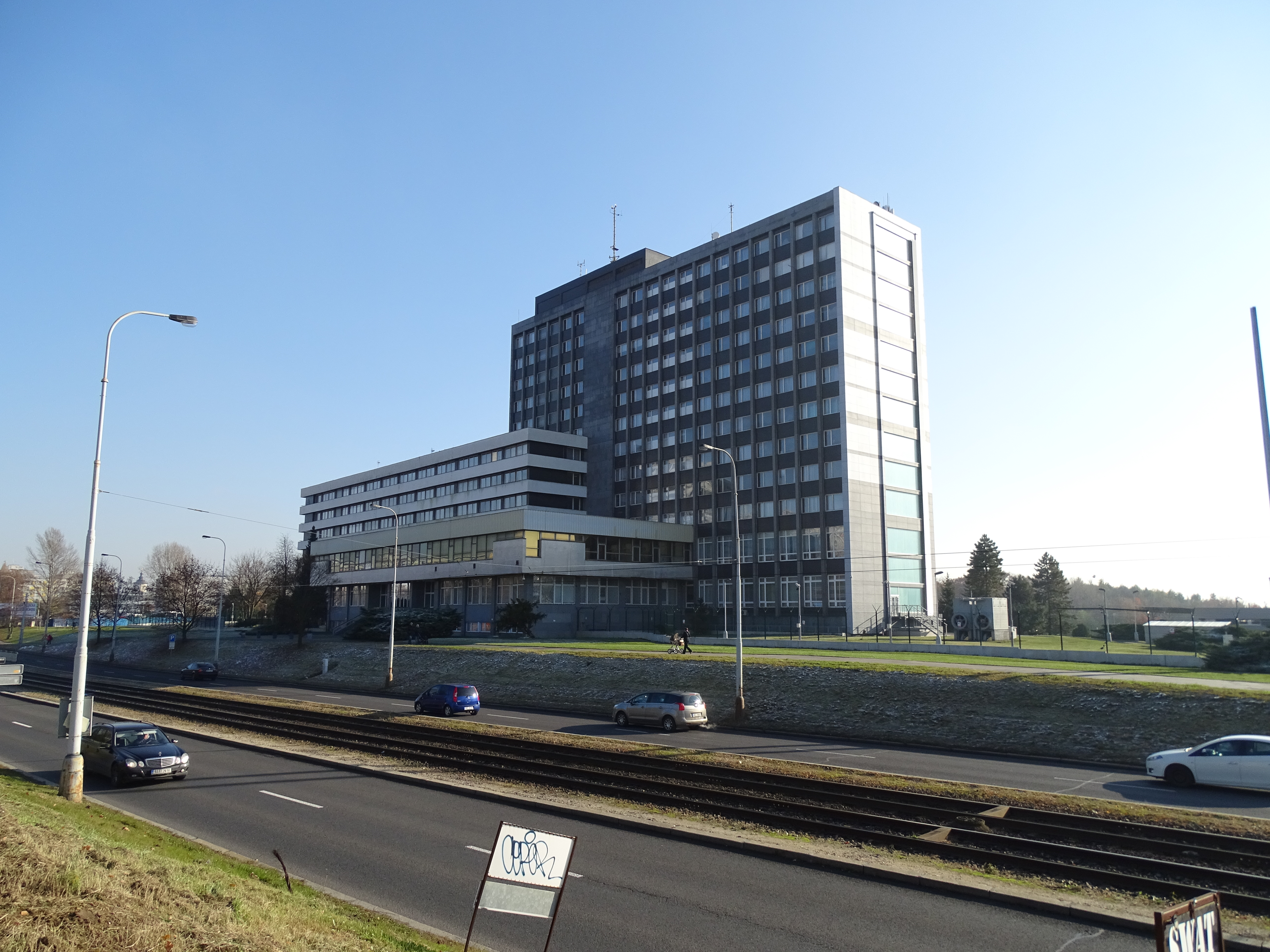
Sitz des ÚZSI in Prag-Kobylisy

Der Úřad pro zahraniční styky a informace (ÚZSI; deutsch Amt für Auslandsbeziehungen und Informationen) ist der 1993 neu formierte zivile tschechische Auslandsgeheimdienst. In der Zeit von 1990 bis 1993 war der ÚZSI bereits eine Institution der föderativen Tschechoslowakei, die nach der Auflösung des kommunistischen Geheimdiensts StB neu errichtet wurde. Der ÚSZI untersteht dem tschechischen Innenministerium und hat seinen Sitz in Kobylisy im Bezirk Prag 8.
Der ebenfalls dem Innenministerium unterstehende Inlandsgeheimdienst heißt Bezpečnostní informační služba (BIS).

## Direktoren
- Oldřich Černý (1994–1998)
- Petr Zeman (1998–2001)
- František Bublan (2001–2004)
- Karel Randák (2004–2006)
- Jiří Lang (2006–2007)
- Ivo Schwarz (2007–2014)
- Jiří Šašek (seit 2014)